# Campeonato Italiano de Rugby 1981-82
El Campeonato de Rugby de Italia de 1981-82 fue la quincuagésima segunda edición de la primera división del rugby de Italia.

## Sistema de disputa
El torneo se disputó en una primera fase zonal, en la cual los equipos por su rendimiento fueron clasificados en la Zona Campeonato y en Zona de Descenso.
Los equipos clasificados a la Zona Campeonato, disputaron encuentros en condición de local y de visitante, coronándose como campeón el elenco que al final del torneo consiguió más puntos en la liguilla final.

## Desarrollo

### Zona Campeonato
- Tabla de posiciones:[1]

| Pos. | Equipo           | Encuentros | Encuentros | Encuentros | Encuentros | Tantos | Tantos | Tantos | Puntos |
| Pos. | Equipo           | PJ         | PG         | PE         | PP         | F      | C      | Dif    | Puntos |
| ---- | ---------------- | ---------- | ---------- | ---------- | ---------- | ------ | ------ | ------ | ------ |
| 1.º  | L'Aquila Rugby   | 10         | 10         | 0          | 0          | 367    | 83     | +284   | 20     |
| 2.º  | Benetton Treviso | 10         | 6          | 0          | 4          | 170    | 109    | +61    | 12     |
| 3.º  | Amatori Catania  | 10         | 6          | 0          | 4          | 93     | 161    | -88    | 12     |
| 4.º  | Rugby Rovigo     | 10         | 4          | 0          | 6          | 153    | 153    | 0      | 8      |
| 5.º  | San Donà         | 10         | 4          | 0          | 6          | 112    | 232    | -120   | 8      |
| 6.º  | Rugby Milano     | 10         | 0          | 0          | 10         | 110    | 262    | -162   | 0      |

|  | Campeón. |

| Bandera de Italia      |
| Campeón L'Aquila Rugby |
| Cuarto título          |